# Muddanahalli, Alur
Muddanahalli là một làng thuộc tehsil Alur, huyện Hassan, bang Karnataka, Ấn Độ.